# سیارک ۵۷۴۱
سیارک ۵۷۴۱ (به انگلیسی: 5741 Akanemaruta، نامگذاری:1989XC) پنج هزار و هفتصد و چهل و یکمین سیارک کشف شده‌است که در ۲ دسامبر ۱۹۸۹ کشف شد.